# Blanche-Église
Blanche-Église är en kommun i departementet Moselle i regionen Grand Est (tidigare regionen Lorraine) i nordöstra Frankrike. Kommunen ligger i kantonen Dieuze som tillhör arrondissementet Château-Salins. År 2022 hade Blanche-Église 105 invånare.

## Befolkningsutveckling
Antalet invånare i kommunen Blanche-Église
| Referens: INSEE |